# دانشگاه آنتورپ
دانشگاه آنتورپ (هلندی:Universiteit Antwerpen) یکی از دانشگاه‌های اصلی و مهم بلژیک می‌باشد. این دانشگاه در شهر آنتورپ، پرجمعیت ترین شهر بلژیک، واقع گردیده‌است. این نام همچنین به صورت مختصر به عنوان UAntwerp) UA) شناخته می‌شود.
هم‌اکنون (۲۰۲۲), بر طبق ارزشیابی مجله آموزش عالی تایمز، دانشگاه آنتورپ رتبه ۱۴۲ را در میان دانشگاه‌های برتر جهان به خود اختصاص داده‌است.

## تاریخچه

### ریشه تاریخی
ریشه تأسیس این دانشگاه به تأسیس مدرسه آموزش عالی سنت-ایگناتیوس Handelshogeschool (سنت ایگناتیوس) (مدرسه آموزش عالی در تجارت) بازمی‌گردد که توسط یسوعیون (انجمن پیروان عیسی) و در سال ۱۸۵۲ در این شهر تأسیس گردید. این مدرسه یکی از اولین مدارس تجارت (بیزینس) در اروپا بود که مدرک رسمی آموزش عالی را به فارغ التحصیلان خود اعطا می‌نمود. بعدها و با افتتاح دانشکده ادبیات و فلسفه (شامل رشته حقوق)، دانشکده علوم سیاسی و علوم اجتماعی دانشگاه آنتورپ به تدریج گسترش یافت.

## دانشکده‌ها
دانشگاه آنتورپ دارای ۳۳ رشته تحصیلی در مقطع کارشناسی، ۶۹ رشته تحصیلی در مقطع کارشناسی ارشد، ۱۸ رشته در مقطع فوق ارشد و ۲۳ رشته تحصیلات تکمیلی و دکتری است که از این میان ۳۱ رشته به‌طور کامل به زبان انگلیسی تدریس می‌گردد. (۱۳ رشته کارشناسی ارشد، ۱۴ رشته فوق ارشد و ۴رشته در تحصیلات تکمیلی).
۹ دانشکده این دانشگاه عبارتند از:
- اقتصاد کاربردی
- دانشکده علوم مهندسی کاربردی
- هنر
- طراحی علوم
- حقوق
- علوم پزشکی و بهداشت
- داروسازی و دامپزشکی و زیست‌شناسی
- علوم اجتماعی
- علوم کاربردی

## رتبه‌بندی علمی
رتبه‌بندی QS:
| سال  | رتبه (تغییر) |
| ---- | ------------ |
| ۲۰۰۵ | ۲۳۵          |
| ۲۰۰۶ | ۲۵۲ ( ۱۷)    |
| ۲۰۰۷ | ۱۸۷ ( ۶۵)    |
| ۲۰۰۸ | ۱۹۵ ( ۸)     |
| ۲۰۰۹ | ۱۷۷ ( ۱۸)    |
| ۲۰۱۰ | ۱۷۹ ( ۲)     |
| ۲۰۱۱ | ۱۹۷ ( ۱۸)    |

رتبه‌بندی مجله تایمز :
| سال       | رتبه (تغییر) |
| --------- | ------------ |
| ۲۰۱۲–۲۰۱۳ | ۱۹۲          |
| ۲۰۱۳–۲۰۱۴ | ۱۶۴          |
| ۲۰۱۴–۲۰۱۵ | ۱۷۰          |
| ۲۰۱۵–۲۰۱۶ | ۱۹۰          |
| ۲۰۲۱–۲۰۲۲ | ۱۴۲          |

در رتبه‌بندی دانشگاه‌های جهان و  در رتبه‌بندی مؤسسه تایمز که اصلی ترین منبع رتبه بندی در بین دانشگاه های جهان است ، در سال ۲۰۲۲ این دانشگاه رتبه ۱۴۲دنیا را در بین دانشگاه‌های جهان از آن خود کرده‌است.